# فلاديميرو سكاتينا
فلاديميرو سكاتينا (بالإسبانية: Vladimiro Schettina)‏ مواليد 8 أكتوبر 1955 في أسونسيون، هو لاعب كرة قدم باراغواياني سابق كان يلعب في مركز الدفاع. سبق له أن لعب في كأس العالم لكرة القدم مع منتخب بلاده في مونديال عام 1986.

## المسيرة الاحترافية

### أندية لعب لها
- نادي غواراني (نادي كرة قدم)

## روابط خارجية
- فلاديميرو سكاتينا على موقع الاتحاد الدولي (مؤرشف)  (الإنجليزية)
- فلاديميرو سكاتينا على موقع قاعدة بيانات كرة القدم.إي يو (الإنجليزية)
- فلاديميرو سكاتينا على موقع ناشيونال فوتبول تيمز (الإنجليزية)
- فلاديميرو سكاتينا على موقع عالم كرة القدم.نت (الإنجليزية)